# Euphorbia petiolata
Euphorbia petiolata är en törelväxtart som beskrevs av Joseph Banks och Daniel Carl Solander. Euphorbia petiolata ingår i släktet törlar, och familjen törelväxter.

## Underarter
Arten delas in i följande underarter:
- E. p. petiolata
- E. p. postii